# Grote Egyptische renmuis
De grote Egyptische renmuis (Gerbillus pyramidum)  is een zoogdier uit de familie van de Muridae. De wetenschappelijke naam van de soort werd voor het eerst geldig gepubliceerd door Geoffroy in 1825. Hij komt voor in het noorden van Afrika, waar het leeft in zanderige woestijnen, semi-aride gebieden en oases.

## Beschrijving
De grote Egyptische renmuis is ongeveer 120 mm lang en heeft een staart van ongeveer 156 mm. Zijn vacht heeft een oranje of lichtbruine kleur. 

## Verspreiding en habitat
De grote Egyptische renmuis komt voor over vrijwel heel noordelijk Afrika, van Mauritanië en Mali tot Sudan.

## Leefwijze
De grote Egyptische renmuis is 's nachts actief. De renmuis graaft hollen, waarin het zich overdag bevindt. Deze renmuis leeft vaak in kolonies. Het eet zaden en grassen, waarvan het een deel bewaart in de tunnels. In Sudan vinden geboortes plaats tussen Juni en Februari. 